# Buenasbodas
Buenasbodas es una entidad administrativa inferior al municipio española del municipio de Sevilleja de la Jara,  perteneciente a la provincia de Toledo, en la comunidad autónoma de Castilla-La Mancha.

## Toponimia
El topónimo Buenasbodas está vinculado a la planta llamada buda, vocablo probablemente de origen árabe-norteafricano. De buda se deriva boda, bodas, también bodón, con el significado de “charca o laguna invernal que se seca en verano” o “espadañal del río”. Así pues Buenasbodas toma el nombre “buenas budas” esto es, “de buena espadaña o anea”.

## Geografía
La localidad está situada en las antiguas Tierras de Talavera, comarca de La Jara. Es un buen lugar de veraneo por sus agradables temperaturas estivales. Los alrededores están limitados por la garganta de Buenasbodas al este, y el arroyo de la Yusta al oeste. En los alrededores del pueblo hay pequeñas parcelas de cereal y olivares cercanos, con abundante vegetación de frutales, manzanos y castaños principalmente.

## Historia
El origen de la alquería o aldea de Buenasbodas, ubicada al norte de la Serrezuela es una antigua posada de colmenas, situada en una nava. Ya a mediados del siglo XIV se cita el caserío de Buenasbodas, lo que hace suponer la existencia de algunas posadas de colmenas en la zona, y en el siglo XVI figura como adegaña a Sevilleja. Existen testimonios neolíticos muy relacionados con los grabados y pinturas rupestres de El Martinete (Alcaudete de la Jara). También existe alguna relación con los fragmentos de piedras escritas de Los Maíllos, en la zona de Buenasbodas, al norte de Sevilleja de la Jara. 
Hacia mediados del siglo XIX, el lugar ya pertenecía a Sevilleja. Aparece descrito en el cuarto volumen del Diccionario geográfico-estadístico-histórico de España y sus posesiones de Ultramar de Pascual Madoz de la siguiente manera:

BUENAS-BODAS: alq. en la prov. de Toledo, part. jud. del Puente del Arzobispo, térm. de Sevilleja, á cuyo l. es aneja en todos conceptos: sit. á la izq. del Tajo: es una de las alq. que corresponden al terr. de la Jara.
(Madoz, 1846, p. 475)

En la actualidad el principal problema es la despoblación debido a que la mayoría de los habitantes se han trasladado a la capital comarcal Talavera de la Reina.

## Patrimonio
En la localidad hay una iglesia bajo la advocación de San Blas. Es un edificio cuyo exterior presenta muros de cuarcita y pizarra enjalbegado, su aspecto es el de una casa algo mejor que las antiguas existentes. Puerta al norte sobre esta fachada el campanario de ladrillo con dos huecos para otras tantas campanas, cobijadas en arcos de medio punto. El interior es de planta de salón, mide 10,50 m por 7 m de anchura y 5,50 m de altura. La cubierta es de madera con tejado a cuatro aguas, tiene coro, a la derecha del altar mayor la sacristía, y la pila de bautismo de granito.

## Fiestas
- 3 de febrero: San Blas.
- 16 de julio: Virgen del Carmen.
- 25 de julio: Romería de la Garganta.